# Pteredoa subapicalis
Pteredoa subapicalis är en fjärilsart som beskrevs av Erich Martin Hering 1926. Pteredoa subapicalis ingår i släktet Pteredoa och familjen tofsspinnare. Inga underarter finns listade.